# یواس‌اس فیلیپ (دی‌دی-۴۹۸)
یواس‌اس فیلیپ (دی‌دی-۴۹۸) (به انگلیسی: USS Philip (DD-498)) یک کشتی بود که طول آن ۱۱۴٫۷ متر (۳۷۶ فوت) بود. این کشتی در سال ۱۹۴۲ ساخته شد.